# Eine Frau namens Harry
Eine Frau namens Harry ist eine deutsche Filmkomödie aus dem Jahr 1990.

## Handlung
Harriet ist eine Frau in mittleren Jahren, die einfach keinen Erfolg hat. Im Job funktioniert es nicht und auch bei den Männern will es nicht so richtig klappen. Also beschließt Harriet ihrem Leben mit Schlaftabletten ein Ende zu setzen. Ihre letzten Worte sind: Ich würde meine Seele geben, um ein Mann zu sein. Der Teufel hört dies und macht Harriet folgenden Vorschlag: Er verwandelt sie in einen Mann, wenn sie ihm ihre Seele überlässt. Am nächsten Morgen geht Harriet auf die Toilette und muss feststellen, dass sich etwas Entscheidendes verändert hat. Sie ist nun ein Mann und nennt sich ab sofort Harry. 
Für Harry läuft auf einmal alles leichter, er macht Karriere im Job und auch bei den Damen hat er außergewöhnlichen Erfolg. Sogar seine beste Freundin Katharina vergisst, dass Harry ja eigentlich ihre Freundin Harriet ist. Doch mit der Zeit wird Harriet überdrüssig ein Mann zu sein. Sie bittet den Teufel den Handel wieder rückgängig zu machen. Der Teufel willigt ein, und Harry wird wieder zu Harriet. Am Ende des Films finden Harriet und Michael zusammen.

## Produktionsnotizen
Das Originaldrehbuch schrieben Vivian Naefe und Walter Kärger. Naeve war ursprünglich als Regisseurin vorgesehen, weigerte sich aber, Thomas Gottschalk als Hauptdarsteller zu akzeptieren. Nach einem längeren Rechtsstreit über die Verfilmung einigten sich die beiden Kläger Naefe und Kärger im Februar 1990 mit Produzent Karl Spiehs, und der Regie-Routinier Cyril Frankel stellte den Film fertig. Trotz der öffentlich ausgetragenen Querelen wurde die Körpertausch-Komödie nicht zu dem erwarteten Publikumserfolg. Es war die letzte große Kinofilmproduktion von Karl Spiehs, der sich danach, von wenigen Co-Produktionen abgesehen, ganz dem Fernsehen zuwandte.
Der Song Never Knew Love Like This Before wurde von Sinitta gesungen. Die deutsche Erstaufführung erfolgte am 19. Juli 1990.

## Kritik
„Grobschlächtige, auf ein junges Publikum und die Vermarktung des ‚Starruhms‘ von Thomas Gottschalk abgestellte Komödie in der Tradition seichter deutscher Kinolustspiele; ein Film ganz besonders läppischer Art.“